# 생물공학

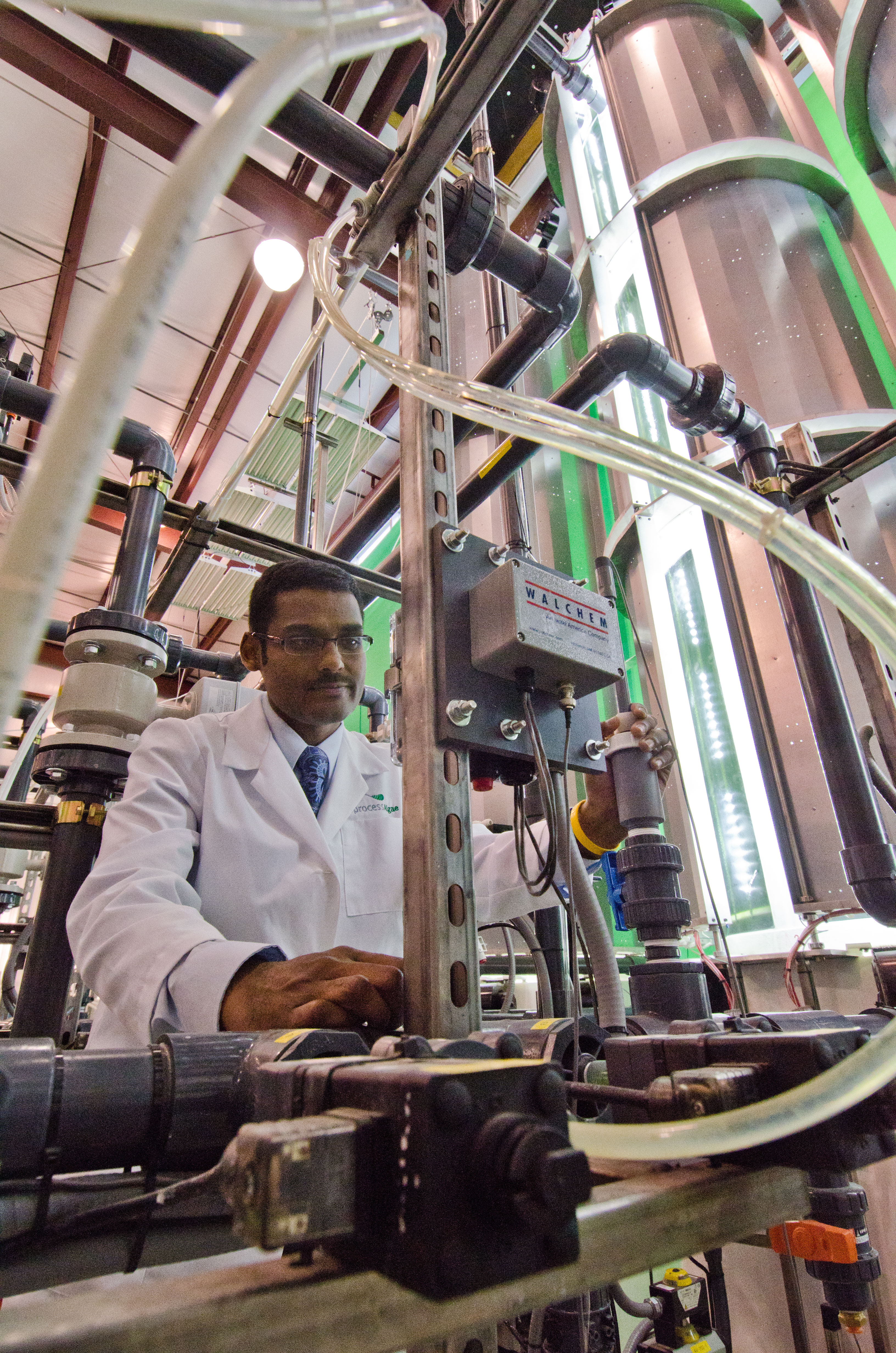

생물공학(生物工學, biological engineering, bio-engineering) 또는 생명공학은 생명과학에 관련된 실생활 및 의료적, 산업적 문제를 해결하기 위한, 생물학의 개념과 방식을 응용한 학문 분야이다.

## 같이 보기
- 생명공학기술